# 法律上的演員
《法律上的演員》是一部2016年上映的巴基斯坦喜劇電影，由納比爾·庫雷希（نبیل قریشی）執導，菲茲扎·阿利·米爾扎和梅迪·阿利編劇和監製，並由法赫德·穆斯塔法（فہد مصطفیٰ）和梅維什·哈亞特（مہوش حیات）主演。該片由烏爾都一號電影（اردو 1）發行，並在2016年的古爾邦節上映。
此電影為印度演員歐姆·普利首部參演的巴基斯坦電影。該電影在2017年4月19日舉行的第16屆力士風格獎（لکس اسٹائل اعزاز）中獲得最佳電影獎。

## 劇情
尚·米爾扎（法赫德·穆斯塔法飾）是一個對其律師父親（歐姆·普利飾）失望而有抱負的演員。他在演藝生涯受挫後成為了一名律師，並趁父親朝覲期間在法庭作出富戲劇性和過度跨張的陳詞。
尚在法庭上的演說因被記者米努（梅維什·哈亞特飾）拍下而受到關注。兩人其後一同提出一系列涉及公眾利益的訴訟，並收拾了一些重量級敵人。

## 製作
《法律上的演員》由納比爾·庫雷希執導，菲兹扎·阿利·米爾扎和梅迪·阿利監製，是他們自《身份不明的人》（نا معلوم افراد）以來第二次合作。電影的詳情由庫雷希和米爾扎於2016年1月9日在卡拉奇舉行的記者會上公佈。出席記者會的演員包括法赫德·穆斯塔法、梅維什·哈亞特、阿利伊·漢（علی خان）和首次參演巴基斯坦電影的印度演員歐姆·普利。米爾扎亦公佈了電影的由穆斯塔法和哈亞特主演，而漢、賽費·哈斯桑、薩利姆·邁拉傑、薩博奧爾·阿利（صبور علی）、阿諾烏莎伊·阿布巴西（انوشے عباسی）和阿松·塔利什（احسن تالش）亦在電影中飾演要角。胡馬雲·薩伊德（ہمایوں سعید）、瑪希拉·罕、納伊亞爾·埃賈茲（نیر اعجاز）、塔拉特·胡斯賽恩（طلعت حسین）、雷漢·謝赫（ریحان شیخ）和拉希德·哈瓦賈則會在電影中客串。普利表示他接拍這部電影的原因在於其獨特的劇本，並表示電影的標題「法律上的演員」亦是由其建議。他說：「在我接拍這部電影的時候，我並不認識製作團隊，但我察覺到巴基斯坦電影有很大進步。」庫雷希表示，《法律上的演員》的故事與《身份不明的人》等電影不同，並說：「對比起說笑話而言，我更喜歡說故事。而因為《法律上的演員》的獨特故事，觀眾對《法律上的演員》的期望亦會一樣。」電影由拉納·卡姆倫負責攝影，並由烏爾都一號電影發行，是該公司首部發行的電影。該電影在2016年的古爾邦節上映。
《法律上的演員》在卡拉奇拍攝，而其標題海報在2016年6月發佈，而首映海報則在2016年6月24日透過社交媒體發佈。庫雷希表示普利亦會前赴巴基斯坦為其首部巴基斯坦電影宣傳。

## 原聲帶
| 曲目表   | 曲目表               | 曲目表                                           | 曲目表              | 曲目表 |
| 曲序     | 曲目                 |                                                  | 主唱                | 时长   |
| -------- | -------------------- | ------------------------------------------------ | ------------------- | ------ |
| 1.       | Khudaya              | 莫辛·阿布巴斯·海德爾                             | 拉赫·法塔·阿里·罕   | 3:58   |
| 2.       | Funkaraan            | 納迪姆·阿薩德                                    | 阿斯拉爾（اسرار）        | 3:00   |
| 3.       | Dil Dancer           | 沙尼·阿爾沙德、納比爾·庫雷希、菲兹扎·阿利·米爾扎 | 阿蒂夫·阿斯拉姆（） | 3:44   |
| 4.       | Actor In Law         | 納比爾·庫雷希、菲兹扎·阿利·米爾扎                | 沙尼·阿爾沙德       | 3:09   |
| 5.       | Actor In Law（重奏） | 納比爾·庫雷希、菲兹扎·阿利·米爾扎                | 久奈德·約烏尼斯     | 3:09   |
| 总时长： | 总时长：             | 总时长：                                         | 总时长：            | 17:00  |

## 上映
《法律上的演員》於2016年9月8日在阿聯酋、英國和中東上映，並在2016年9月13日在巴基斯坦上映，上映當天的票房收入為1600萬巴基斯坦盧比，翌日票房收入為2350萬巴基斯坦盧比。電影上映後的首個週末，票房收入為5740萬巴基斯坦盧比。2016年9月16日，烏爾都一號電影宣佈在3天古爾邦節假期期間，電影票房收入達6000萬巴基斯坦盧比。直至2016年9月18日，電影累積票房收入達1億巴基斯坦盧比。據巴基斯坦的票房數字顯示，《法律上的演員》是巴基斯坦第二賣座的電影，僅次於《不回來的青年》（جوانی پھر نہیں آنی）。
2016年10月4日，電影票房收入達2.4億巴基斯坦盧比。

## 影評人反應
《黎明報》（Dawn）的薩利馬·菲拉斯塔給予《法律上的演員》4星評價（滿分為5星），認為電影「給予一個很好的理由使法赫德·穆斯塔法成為電影界的金童」。《卡拉奇新聞報》的奧邁爾·阿拉維讚揚電影解決社會問題，並稱讚法赫德·穆斯塔法、梅維什·哈亞特和歐姆·普利的演技。《論壇快報》（The Express Tribune）的拉法伊·馬莫奧德給予電影3星評價（滿分為5星），並認為電影正在傳遞一些重要信息，但對比起《身份不明的人》的多層次而言，電影的傳遞手法並不奏效，而且電影亦沒有同樣的震撼價值。同在《論壇快報》的薩米·薩阿耶爾對電影的評價則較為正面，並將之與「曼莫漢·德賽（मनमोहन देसाई）的電影品牌」作出比較。
HiP的沙傑漢·薩利姆給予電影4.5分（滿分為5分）的評價，並表示：「無論接近『卡拉奇瓦拉』的語言，還是來自卡拉奇的質樸城市擴張，都反映出電影正在吶喊著城市的生活。」
杜拜德西評論的哈姆扎·沙菲庫埃表示：「動聽的音樂、可信的演技、可笑的喜劇和激動的信息使《法律上的演員》成為古爾邦節必看的電影。我很愉快地離開戲院，我給電影3顆德西星。」

## 提名及獲獎
| 典禮                       | 獲獎 | 提名 |
| -------------------------- | --- | --- |
| 第16屆力士風格獎           | - 最佳電影 - 納比爾·庫雷希－最佳導演 - 法赫德·穆斯塔法－最佳男主角 - 阿蒂夫·阿斯拉姆－最佳配唱歌手                     | - 梅維什·哈亞特－最佳女主角 - 歐姆·普利－最佳男配角 - 薩博奧爾·阿利－最佳女配角 - 阿斯拉爾－最佳配唱歌手 |
| 2017年度國際巴基斯坦威望獎 | - 法赫德·穆斯塔法－最佳男主角 - 梅維什·哈亞特－最佳女主角 - 歐姆·普利－曼佳男配角 - 最佳電影 - 納比爾·庫雷希－最佳導演 | - 拉赫·法塔·阿里·罕－最佳歌手                                                                            |
| 巴基斯坦國際電影節         | - 法赫德·穆斯塔法－最佳男演員 - 梅維什·哈亞特－最佳女演員                                                              | |

## 外部連結
- 互联网电影数据库（IMDb）上《法律上的演員》的资料（英文）